# 神田池
神田池（じんでんいけ）は、茨城県稲敷郡阿見町飯倉神田にあるため池である。
2010年（平成22年）3月25日に農林水産省のため池百選に選定された。
1993年（平成5年）には阿見町名所百選にも選定されている。

## 概要
成型は年は不明であるが地元の集落民が、14haの開墾のために灌漑用水のため堰堤を築き、湧水をためていた池を、元禄年間（1690年頃）に、仙台藩により水田灌漑のため修復整備された池が神田池と伝わる。
現在も灌漑用水に利用されており、この用水路（弁天川）は、清明川に合流している。
明治から大正期にはコイの養殖場として利用しており、池の管理は長年にわたって保全されてきた。

## 自然・地域保全活動
神田池には、コイ、フナ、ハヤ等の種類が多く、アヤメ・ミクリ等の水生植物、初夏にはヘイケボタルが見られる。
2000年（平成12年）に「神田池を保全する会」が設立された、学校や子供会と連携し観察会や保全活動を行っている。

## アクセス

### 道路
- 圏央道阿見東IC
- 茨城県道34号竜ヶ崎阿見線